# René Goscinny
René Goscinny (Parijs, 14 augustus 1926 – aldaar, 5 november 1977) was een Franse schrijver, humorist en scenarist van stripverhalen. Hij is het bekendst van zijn scenario's voor de reeksen Asterix en Lucky Luke.

## Levensloop

### Jeugd
Goscinny werd geboren in Parijs in een gezin van Poolse Joden. Hij was de tweede zoon van Stanislas "Simkha" Goscinny, een chemisch ingenieur uit Warschau, en Anna Beresniak Goscinny uit het dorpje Chodorkow (Oekraïne) die elkaar in Parijs hadden ontmoet. In 1928 verhuisde het gezin naar Buenos Aires omdat Goscinny senior daar een baan had gekregen.
Zijn jonge jaren bracht Goscinny door in Argentinië waar hij een korte carrière als tekenaar beleefde. In december 1943 overleed zijn vader. Goscinny had enkele baantjes, onder andere als leerling-accountant en als tekenaar. In 1945 verhuisde hij met zijn moeder naar de Verenigde Staten en ging bij zijn oom Boris wonen. In 1946 keerde hij terug naar Frankrijk om zijn militaire dienstplicht te vervullen bij het 141e bataillon d'Infanterie Alpins. Hij werd bevorderd tot korporaal en werd de illustrator van zijn regiment. Voor het leger maakte hij illustraties en posters. In 1947 illustreerde hij een boek, en vervolgens keerde hij terug naar New York.
Er volgde een moeilijke periode, zonder werk. In 1948 begon hij in een kleine studio te werken. Hier raakte Goscinny bevriend met mensen als Will Elder, Jack Davis en Harvey Kurtzman, die later bekend zouden worden van hun werk voor Mad Magazine. In 1949 ontmoette hij er ook de tekenaar Maurice De Bevere (Morris). Kort daarop verhuisde Goscinny terug naar Parijs.

### Scenarist en schrijver
In 1951 ging Goscinny aan de slag als scenarist bij het World Press Agency van Georges Troisfontaines, dat tekeningen en strips leverde aan tijdschriften. Goscinny ging er samenwerken met de tekenaar Albert Uderzo (Luc Junior, Johan Pikbroek, Benjamin et Benjamine). Nadat Goscinny in 1956 werd ontslagen bij World Press Agency, boden Goscinny en Uderzo hun diensten aan bij het tijdschrift Tintin. Ze maakten er de stripreeks Hoempa Pa die verscheen tussen 1958 en 1962. 
Intussen was Goscinny in 1955 ook verhalen gaan schrijven voor de strip Lucky Luke die werd getekend door Morris. De samenwerking met zowel Morris als Uderzo zou duren tot de dood van Goscinny in 1977. Hij werkte als scenarist verder samen met de tekenaars Dino Attanasio (Spaghetti, 1957-1965), Berck (Pechvogel, 1958-1965),  Jean Tabary (Iznogoedh, 1962-1977) en Gotlib (Les dingodossiers, 1965-1967). In 1957 en 1958 schreef Goscinny ook negen korte verhalen voor de strip Meester Mus van Bob De Moor voor het weekblad Kuifje.
Goscinny schreef van 1955 tot 1965 de succesvolle kinderverhalen De kleine Nicolaas. Aanvankelijk schreef hij deze verhalen onder het pseudoniem Agostini. Deze reeks begon als stripverhaal en werd later een serie geïllustreerde tekstverhalen. De tekeningen daarvan waren van Jean-Jacques Sempé. De kleine Nicolaas werd van 1960 tot 1964 uitgegeven in een serie van vijf boeken.

### Pilote en Asterix
In 1959 richtte Goscinny met enkele anderen, waaronder Uderzo en Jean-Michel Charlier het jeugdtijdschrift Pilote op. Goscinny was redacteur en van 1963 tot 1974 hoofdredacteur. Het eerste nummer van dit blad begon met de door Goscinny en Uderzo gecreëerde strip Asterix, die de meest succesvolle strip van het duo zou worden.
Pilote was geen financieel succes. Om het blad van de ondergang te redden, kocht de jonge uitgever Georges Dargaud het tijdschrift in 1960 voor het symbolische bedrag van één franc. Hij zou in 1961 het eerste album van Asterix uitgeven.
Aanvankelijk droeg vooral Asterix enorm bij aan het succes van Pilote, maar ook over de gehele breedte was Pilote een tijdschrift met stripverhalen die inventiever en vernieuwender waren dan tot dan toe gebruikelijk in stripbladen voor kinderen. Eind jaren zestig werd het tijdschrift steeds meer een tijdschrift voor volwassenen. De stijl van Goscinny sloot daarbij steeds minder aan bij die van de jonge vernieuwende tekenaars. Dit leidde tot een breuk met enkele jonge auteurs. Gébé, Cabu en Jean-Marc Reiser stopten bij Pilote om zich exclusief te wijden aan het tijdschrift Charlie Hebdo. Claire Bretécher, Marcel Gotlib en Nikita Mandryka begonnen in 1972 zelf een nieuw tijdschrift met de naam L'Écho des Savanes. In 1974 stopte Goscinny als redacteur van Pilote.

### Film
In 1961 groeide Goscinny's reputatie als scenarist binnen de wereld van de film en televisie. Goscinny schreef mee aan verschillende films, waaronder Kuifje en het geheim van het Gulden Vlies (1961) en Kuifje en de blauwe sinaasappels (1964). Met Pierre Tchernia maakte hij de televisiefilm Deux Romains en Gaule (1963). Voor Tchernia zou Goscinny ook de scenario's van de films Le Viager (1972) en Les Gaspards (1974) schrijven.
Omdat Goscinny en Uderzo zeer ontevreden waren over de tekenfilm Asterix de Galliër uit 1967 van Belvision en een nieuwe film naar het Asterix-album Het gouden snoeimes zelfs tegenhielden, ging Belvision met de auteurs samenwerken voor de verfilming van Asterix en Cleopatra die uitkwam in 1968. Deze film werd een groot succes. Met Morris werkte Goscinny vervolgens aan de Lucky Luke-film Daisy Town, die niet gebaseerd was op een bestaande strip.
In 1974 begonnen Goscinny, Uderzo en Dargaud hun eigen animatiestudio Studios Idéfix. Het eerste project was de lange animatiefilm Asterix verovert Rome (1976, origineel Les Douze Travaux d'Astérix en ook bekend als Asterix en de helden), gebaseerd op een scenario van Goscinny en Pierre Tchernia. Het eindresultaat van de tweede tekenfilm van Studios Idéfix, De ballade van de Daltons (1978), zou Goscinny niet meer meemaken. Een derde project van de studio, gebaseerd op de strip Iznogoedh, werd na de dood van Goscinny stopgezet en in 1978 werd Studios Idéfix na twee films gesloten.

### Overlijden
Op 5 november 1977 overleed Goscinny op 51-jarige leeftijd aan een hartaanval tijdens een inspanningstest in een ziekenhuis in Parijs. Zijn dochter Anne Goscinny richtte het Institut René-Goscinny op en beheert de rechten van zijn werk.

### Eerbetoon
In het 13e arrondissement is op 1 maart 2001 een straat naar Goscinny genoemd.
Vanwege het 40ste sterfjaar van Goscinny in 2017, werd dat jaar een zuil ter ere van Goscinny onthuld in de stad Angoulême. Van 27 september 2017 tot 4 maart 2018 was er een grote overzichtstentoonstelling rond het werk en leven van Goscinny in het Musée d'Art et d'Histoire du Judaïsme te Parijs met de titel René Goscinny. Au-delà du rire. Tegelijk was er van 4 oktober 2017 tot 4 maart 2018 de tentoonstelling Goscinny et le cinéma in het Musée de la Cinémathèque.
In 2019 publiceerde de Franse stripmaakster Catel een getekende biografie over Goscinny, in nauwe samenwerking met René Goscinny's dochter Anne, die in 2020 in Nederlandse vertaling verscheen: Het verhaal van de Goscinny's 1: De geboorte van een Galliër.
In 2020 kreeg hij een standbeeld in Parijs, op de hoek van de Rue Boulainvilliers en Rue Singer, vlak bij het gebouw waar hij de laatste tien jaar van zijn leven woonde.
In 2020 kreeg Goscinny een stripmuur in Angoulême. Catel, die een stripbiografie over Goscinny maakte, maakte de tekening waarop Goscinny te zien is met Asterix, Lucky Luke, Iznogoedh en De kleine Nicolaas, allen reeksen waarvoor hij scenario's schreef. De muur staat aan de ingang van de Rue Goscinny.